# SS Baychimo
Az SS Baychimo egy teherszállító hajó, mely arról lett híres, hogy kísértethajóvá vált: 1931-ben a jég fogságába esett Alaszkában és miután elhagyták, elszabadult. A hajót egészen 1969-ig többször is látták felbukkanni, majd eltűnni.

## Története
A későbbi szellemhajót a német Baltische Reederei GmbH megrendelésére a svéd Lindholmens Mekaniska Verkstad AB hajógyárban építették. A 70,1 méter hosszú, 1322 tonnányi gőzöst 1914-ben állították szolgálatba, és SS Angermanelfven néven regisztrálták.
A britek első világháborúban aratott győzelme után a német hajó angol kézbe került. 1921-ben a Hudson's Bay Company lett a tulajdonosa, és ők SS Baychimo néven jegyezték be a gőzhajót. 

### Kísértethajóvá válása
Ezek után elsősorban Anglia és Kanada között ingázott, 1931. október 1-jén a Beaufort-tengeren, a Barrow-szorosban a jég fogságába esett. Mivel félő volt, hogy megreped a hajótest, a tengerészek a jégen hagyták el a fedélzetet, és a közeli faluban, Barrow-ban húzták meg magukat. Mikor másnap visszatértek, a hajónak csak hűlt helyét találták: valahogyan kiszabadult a jégből, és elsodródott. Az eltűnt gőzöst repülőgéppel keresték, és október 9-én sikerült is megtalálni, ismét két jégfal közé szorulva. A társaság úgy vélte, hogy a Baychimót csak tavasszal fogják tudni kiszabadítani, ezért állandó őrizetet rendelt a gőzös mellé. 
November 29-én éjjel hóvihar tört ki, az őrök a faházaikba menekültek. Mikor a vihar elült, döbbenten vették észre, hogy a Baychimo ismét elszabadult. A matrózok már a természetfeletti erőkről kezdtek mesélni, de a kapitány úgy gondolta, a gőzös elsüllyedt, és ez is szerepelt a hivatalos jelentésben. 
Ámde nem így történt. Néhány nappal később egy eszkimó prémvadász meglátta az elhagyatott gőzhajót a tengeren, amely aztán megint eltűnt. Az ezt követő évtizedekben még sokszor látták felbukkanni. Volt, hogy fel is szálltak rá. Utolsó észlelése 1969-ben történt. Valószínű, hogy ezután elsüllyedt.